# Brian Aldiss
Brian Wilson Aldiss (18. srpna 1925 Dereham – 19. srpna 2017 Oxford) byl britský autor science fiction řazený mezi autory tzv. Nové vlny. Mezi jeho nejznámější díla patří román Nonstop a trilogie Helikonie.

## Životopis
Narodil se 18. srpna 1925 v Derehamu (Norfolk, Anglie). Navštěvoval St. Peter’s Court Preparatory School v Bactonu, v roce 1936 byl přijat na Framlingham College v Suffolku a o tři roky později začal studovat na West Buckland School v Devonu.
V září roku 1943 vstoupil do armády, v Norwichi absolvoval základní výcvik, načež byl převelen ke spojařům do tábora Catterick v Yorkshire. Od roku 1944 do roku 1947 sloužil na mnoha místech jihovýchodní Asie (Indie, Barma, Sumatra, Singapur, Hongkong), odkud si přivezl nejednu inspiraci pro svou tvorbu.
V roce 1947 odešel z armády a začal pracovat jako knihkupec v Oxfordu. O rok později se oženil s Olive Fortescueovou. První dítě, Clive, se mu narodilo v roce 1955, o rok později přestal pracovat jako knihkupec a dal se na dráhu profesionálního spisovatele. Druhé dítě, Caroline, se narodilo v roce 1959. V roce 1965 se rozvedl se svou první ženou a vzal si Margaret Mansonovou. Měli spolu dvě děti, Timothyho (nar. 1967) a Charlotte (nar. 1969).

## Dílo
V roce 1954 vyšla Brianu Aldissovi první práce, A Book in Time, v únorovém vydání The Bookseller. První SF, Criminal Record, bylo publikováno v červencovém vydání Science Fantasy. Jeho první kniha, The Brightfount Diaries, vyšla o rok později.
V roce 1957 vydal první SF knihu, sbírku krátkých povídek Space, Time, and Nathaniel a zároveň se stal literárním redaktorem Oxford Mail. První SF román Nonstop (česky Nonstop, 1979) vydal v roce 1958, za což mu byla udělena cena Nejslibnější nový autor roku 1959 na 16. World Science Fiction Convention. Hlavním tématem románu je cesta generační kosmické lodě a dramatické osudy jejich obyvatel. Ačkoliv nebyl prvním, kdo toto téma do science fiction přinesl (tím byl Robert Anson Heinlein v díle Universe), jeho brilantním zpracováním se vyhoupl na špičku SF spisovatelů a od té doby na ní setrvává.
Plodná šedesátá léta zahájil s C. S. Lewisem, s jehož pomocí založil Oxford University Speculative Fiction Group a následně vydáním románu Bow Down to Nul. V roce 1961 byl pak jmenován editorem Penguin Science Fiction Series a vydal romány The Male Response a The Primal Urge. Prestižní cenu Hugo získal za nejlepší krátkou SF roku 1961 Hothouse (česky Skleník, Laser 1992). Skleník byl původně publikován jako série prací pro Magazine of Fantasy and Science Fiction, ve kterých mimo jiné zúročil své zážitky z džungle Asie, zejména pak její imaginativní popis. Děj se odehrává ve vzdálené budoucnosti Země, kdy se pomalu zastavuje rotace Země, Slunce ohřívá povrch planety a ten se pomalu pokrývá neprostupnou džunglí. Lidé zdegenerovali, vracejí se na stromy a očekává se zánik celé sluneční soustavy.
V následujícím roce vydal sbírku krátkých prací The Airs of Earth. Následovaly romány The Dark Light Years (česky Temné světelné roky, Laser 1994) o setkání s cizí civilizací na prahu třetího tisíciletí a nevybíravého chování lidí k mimozemským entitám a Greybeard (1964, česky Pokolení starců, Mustang 1995), který popisuje Zemi po nevydařeném experimentu, kdy lidé přijdou o svou plodnost. Spolu s Harrym Harrisonem založil a redigoval kritický SF magazín Science Fiction Horizons. V roce 1965 publikoval Best SF stories of Brian Aldiss.
Další prestižní ocenění, Nebula 1966, získal za novelu The Saliva Tree (1965, česky Slintající strom, Ikarie). Novela byla napsána k výročí narození H. G. Wellse a stala se titulní prací sbírky The Saliva Tree and other strange growths (1966). Zajímavým počinem je Cities and Stones: a Traveller's Yugoslavia (1966), což je cestopis z bývalé Jugoslávie.
V následujících letech vydal román An Age (1967, v USA vyšlo jako Cryptozoic!), sbírku Nebula Award Stories 2 (s Harrym Harrisonem), Report on Probabitity A (1968), Best SF: 1967 (s H. Harrisonem) a Farewell, Fantastic Venus (1968, s H. Harrisonem). V roce 1968 se také stal uměleckým dopisovatelem The Guardian. V roce 1969 pak vydal Barefoot in the Head a Intangibles, Inc. V roce 1970 publikoval první dva díly trilogie Horatia Stubbse The Hand-Reared Boy a A Soldier Erect. Třetí díl, A Rude Awakening, vyšel v roce 1978. Román Frankenstein Unbound (1973) se stal předlouhou pro stejnojmenný film Rogera Cormana z roku 1990.
V roce 1973 vydal svou historii SF Billion Year Spree: The History of Science Fiction. Opravené a rozšířené vydání pak vyšlo roku 1986 jako Trillion Year Spree (spolu s Davidem Wingrovem).
The Malacia Tapestry (1976, česky Malacijská tapisérie, Laser 1993), Brothers of the Head (1977) je pro Aldisse nezvyklá fantasy. Hlavním hrdinou je renesanční dobrodruh, který prožívá své (zejména milostné) eskapády v alternativním světě. Minimální děj se odehrává ve městě Malacije, které je ohrožováno nájezdníky, na hradbách města žijí okřídlení tvorové, v ulicích se procházejí ještěří lidé a v okolí lze nalézt pozůstatky vymírajících pravěkých tvorů. Z tohoto období u nás vyšel ještě Moreau's Other Island (1980, česky Druhý ostrov doktora Moreau, Naše vojsko 1984)
V roce 1977 byl Aldiss zvolen předsedou The Society of Author's Committee of Management, mimoto byl jedním z pěti SF spisovatelů oficiálně pozvaných k návštěvě Sovětského Svazu.
Další velmi oceňované dílo vydal v roce 1982 – Helliconia Spring (česky Helikonie – Jaro, Laser 1992), o rok později Helliconia Summer (česky Helikonie – Léto, Laser 1997) a v roce 1985 Helliconie Winter (česky Helikonie – Zima, Laser 1999). Trilogie popisuje planetu se zvláštním oběhem, na které se střídají „roční“ období v dlouhých cyklech přinášejících velmi významné změny v celé ekologii planety. Na tomto pozadí se odehrávají dramata obyvatel, kteří každý cyklus znovu musí budovat civilizaci.
V roce 1989 Brian Aldiss napsal již 300. povídku (North of the Abyss). V tomto roce vydal také sbírku A Romance of the Equator (česky Rovníková romance, Laser 1999). Povídka Supertoys Last All Summer Long (2001) se stala předlohou k filmu A.I. Umělá inteligence, přičemž také Aldiss spolupracoval se Spielbergem na scénáři.
Mimo četných literárních cen mu byl také v roce 2005 udělen Řád britského impéria.